# Distretto di Turhal
Il distretto di Turhal (in turco Turhal ilçesi) è uno dei distretti della provincia di Tokat, in Turchia.